# Беляков Олег Геннадійович
Олег Геннадійович Беляков (нар. 1 лютого 1972, УзРСР) — радянський та узбецький футболіст, воротар.

## Клубна кар'єра
Народився 1 лютого 1972 року в сім'ї етнічних росіян. Вихованець ДЮСШ клубу «Пахтакор».
Наприкінці існування СРСР виступав у клубах «Свердловець» та «Кончі». У 1992 році підписав контракт з «Чирчиком», кольори якого захищав до 1993 року. З 1994 по 1995 роки виступав у МХСК. У 1996 році перейшов до «Навбахору», кольори якого захищав до 2000 року. З 2001 по 2002 роки виступав у клубах «Пахтакор», «Навбахор» та «Самарканд-Динамо».
У 2003 році підписав контракт з криворізьким «Кривбасом». Дебютував у футболці криворізького клубу 9 березня 2003 року в програному (0:2) виїзному поєдинку 16-го туру вищої ліги чемпіонату України проти маріупольського «Іллічівця». Олег вийшов у стартовому складі та відіграв увесь матч. У футболці «Кривбасу» в чемпіонаті України зіграв 13 матчів, в яких пропустив 17 м'ячів. Того ж року повернувся до Узбекистану, де решту сезону відіграв у «Пахтакорі».
У 2004 та 2005 роках захищав кольори солігорського «Шахтаря» та азербайджанського «Турану».
З 2005 по 2009 роки виступав на батьківщині у клубах вищої ліги місцевого чемпіонату «Металург» (Бекабад), «Навбахор» та «Курувчи»/«Буньодкор». 

## Кар'єра в збірній
Колишній воротар збірної Узбекистану, за яку виступав у 1995-2001 роках.

## Досягнення
- Чемпіонат Узбекистану
  -  Чемпіон (3): 1996, 2004, 2008
  -  Срібний призер (2): 1995, 2007
  -  Бронзовий призер (3): 1997, 1998, 1999

- Кубок Узбекистану
  -  Володар (1): 2008
  -  Фіналіст (1): 2007

- Суперкубок Узбекистану
  -  Володар (1): 1999